# حشره‌خوار درختی مدرس
حشره‌خوار درختی مدرس(نام علمی: Anathana ellioti) نام یک گونه از تیره حشره‌خوار درختی سنجابی است.